# Secamone axillaris
Secamone axillaris är en oleanderväxtart som beskrevs av Klack.. Secamone axillaris ingår i släktet Secamone och familjen oleanderväxter. Inga underarter finns listade i Catalogue of Life.